# Ian McNuff
Ian McNuff, né le 10 mars 1957 à Ealing, est un rameur d'aviron britannique.

## Palmarès

### Jeux olympiques
- 1980 à Moscou
  -  Médaille de bronze en quatre sans barreur[1]

### Championnats du monde
- 1978 à Karapiro
  -  Médaille de bronze en quatre sans barreur
- 1979 à Bled
  -  Médaille de bronze en quatre sans barreur